# Burtons renmuis
De Burtons renmuis (Gerbillus burtoni)  is een zoogdier uit de familie van de Muridae. De wetenschappelijke naam van de soort werd voor het eerst geldig gepubliceerd door F. Cuvier in 1838.

## Voorkomen
De soort komt voor in Soedan.